# Liebeliella pleuralis
Liebeliella pleuralis is een vliesvleugelig insect uit de familie Tanaostigmatidae. De wetenschappelijke naam is voor het eerst geldig gepubliceerd in 1910 door Kieffer.